# Zak Santiago
Zak Santiago est un acteur canadien, né le 3 janvier 1981 à Vancouver (Colombie-Britannique).

## Biographie
Né au sein d'une famille espagnol, romaine et d'héritage irlandais, il a grandi à Halifax, en Nouvelle-Écosse, au Canada.
Plus jeune, il s'est formé en tant que pianiste, danseur de flamenco, danseur de ballet, boxeur et acteur,. Il décide ensuite de se consacrer pleinement à sa carrière d'acteur.
En parallèle de sa carrière d'acteur, il est aussi DJ.

### Carrière
En 2001, il incarne un DJ dans le film Josie et les Pussycats (Josie and the Pussycats) de Harry Elfont et Deborah Kaplan.
En 2004, il joue dans la mini-série Human Cargo où son interprétation est remarquée et récompensée par un Leo Awards de la meilleure performance d'acteur dans une série dramatique.
En 2005, il tient le rôle principal de la série Young Blades et en 2006 il a été nommé pour son travail dans la série.
En 2008, il joue dans The Eye aux côtés de Jessica Alba.
En 2009, il est dans Le Prix du sang (Driven to Kill) aux côtés de Steven Seagal.
En 2011, il intègre le casting du film Random Acts of Romance.
En 2013, il obtient un rôle le temps d'un épisode dans la série télévisée Once Upon a Time.

## Filmographie

### Cinéma

#### Longs métrages
- 1999 : Late Night Sessions de Joshua B. Hamlin : Danny
- 2000 : Trixie d'Alan Rudolph : un membre du gang
- 2001 : Turbulence 3: Heavy Metal de Jorge Montesi : Gabriel Mendoza[8]
- 2001 : Josie et les Pussycats (Josie and the Pussycats) de Harry Elfont et Deborah Kaplan : le DJ megastore
- 2003 : How It All Went Down de Silvio Pollio : le partenaire de Tico
- 2005 : Underclassman de Marcos Siega : Anderson
- 2005 : Severed de Carl Bessai : Ramon
- 2006 : Le Pacte (Canes) de Micheal Bafaro : Dealer antique
- 2006 : Voisin contre voisin (Deck the Halls) de John Whitesell : l'homme aux feux d'artifice
- 2007 : Shooter, tireur d'élite (Shooter) d'Antoine Fuqua : agent Senior
- 2007 : Normal de Carl Bessai : Bob, le travailleur social
- 2008 : The Eye de David Moreau et Xavier Palud : Emilio
- 2008 : L'As de cœur (Ace of Hearts) de David Mackay : officier Sanchez
- 2008 : Tortured de Nolan Lebovitz : le détenteur du dictaphone[8]
- 2009 : Le Prix du sang (Driven to Kill) de Jeff King : inspecteur Lavastic[8]
- 2010 : The Tortured de Robert Lieberman : le jeune policier
- 2010 : Amazon Falls de Katrin Bowen : Aron
- 2011 : The House de Desiree Lim : Geoff Blank
- 2012 : Maximum Conviction de Keoni Waxman : MP Fields
- 2012 : Random Acts of Romance de Katrin Bowen : Matt
- 2013 : Concrete Blondes de Nicholas Kalikow : Lars
- 2013 : The Dick Knost Show de Bruce Sweeney : Rico
- 2014 : Les Sœurs Anderson (Perfect Sisters) de Stanley M. Brooks : inspecteur Santiago Gates
- 2014 : Bad City de Carl Bessai : Emcee
- 2014 : What an Idiot de Peter Benson : Steve
- 2016 : Mostly Ghostly : Une nuit dans la maison hantée (Mostly Ghostly 3: One Night in Doom House) de Ron Oliver : Michael Roland
- 2016 : Revenger (The Assignment) de Walter Hill : Edward Gonzalez
- 2017 : Le Retour de Chucky (Cult of Chucky) de Don Mancini : Carlos
- 2017 : Mediation Park de Mina Shum : Jonathan
- 2017 : Real Fiction de Kirk Caouette : John[9] (en postproduction[9])

#### Courts métrages
- 2005 : Culebras de Shane Abrahams : Wilfredo
- 2007 : The Secret Life of Cassandra Brown de Kryshan Randel : Fabio
- 2012 : Lucille in Love: I Saw You de Xiao Li Tan : Dominique
- 2012 : Back 2 Rap de Shaun Moskie : Captain Hip-Hop
- 2016 : Iteration 1 de Jesse Lupini : Anthony
- 2016 : Ganji de Ben Ratner : Jorge
- 2016 : Another Place d'Ian Nsenga

### Télévision

#### Téléfilms
- 1999 : Sweetwater de Lorraine Senna : Jorge
- 2004 : L'Amour en vedette (The Goodbye Girl) de Richard Benjamin : le professeur du cours de danse
- 2004 : Les cinq personnes que j'ai rencontrées là-haut (The Five People You Meet in Heaven) de Lloyd Kramer : Dominguez
- 2005 : Séduction criminelle (Ladies Night) de Norma Bailey : Gates
- 2005 : Katya : Victime de la mode (Confessions of a Sociopathic Social Climber) de Dana Lustig : Geoffrey
- 2005 : Meurtre au Présidio (Murder at the Presidio) de John Fasano : le privé Sulway
- 2005 : Fighting the Odds: The Marilyn Gambrell Story d'Andy Wolk : Ed Rivera
- 2006 : 11 septembre : Le Détournement du vol 93 (Flight 93) de Peter Markle :  Ahmed Alhaznawi
- 2006 : New York Volcano (Disaster Zone: Volcano in New York) de Robert Lee : Jose
- 2006 : A Girl Like Me : L'Histoire vraie de Gwen Araujo  (A Girl Like Me: The Gwen Araujo Story) d'Agnieszka Holland : Carlos Guerrero
- 2006 : Rapid Fire (en) de Kari Skogland : Russell
- 2006 : Pour vivre un grand amour (Home by Christmas) de Gail Harvey : Mario
- 2007 : Perdues dans la tourmente (A Family Lost) de John Fasano : Marcus Vegarra
- 2007 : La Voleuse de diamants (Cleaverville) de Jorge Montesi : Gus
- 2008 : La Disparition de mon enfant (Little Girl Lost: The Delimar Vera Story) de Paul A. Kaufman : Brian Santos
- 2009 : The Farm : Alfredo Martinez
- 2010 : Patricia Cornwell : Tolérance zéro (At Risk) de Tom McLoughlin : Roy
- 2010 : Trompe-l'œil (The Front) de Tom McLoughlin : Roy
- 2010 : Écran de fumée (Smoke Screen) de Gary Yates : inspecteur Javier
- 2011 : Les Roches maudites (Killer Mountain) de Sheldon Wilson : Ram
- 2012 : Le Rêve du chanteur masqué (Rags) de Bille Woodruff : Diego
- 2012 : Écoutez votre cœur (The Music Teacher) de Ron Oliver : Gary
- 2012 : Battlestar Galactica: Blood and Chrome de Jonas Pate : le capitaine Diaz
- 2013 : Chupacabra vs. the Alamo de Terry Ingram : le commandant Wilcox
- 2013 : L'Ombre du harcèlement (Stalkers) de Mark Tonderai : Romero
- 2013 : Trafic de bébés (Baby Sellers) de Nick Wellers : Rafael Ochoa
- 2014 : Le Vrai Visage de mon mari (Til Death Do Us Part) de Farhad Mann : Ethan
- 2015 : Fatal Memories de Farhad Mann : Glenn Roberts
- 2015 : La Lettre de Holly (Signed, Sealed, Delivered: From Paris with Love) de Kevin Fair : Ramon Rodriguez
- 2015 : Love, Again de Michael Scott : Nico
- 2015 : Signed, Sealed, Delivered: The Impossible Dream de Kevin Fair : Ramon Rodriguez
- 2016 : Signed, Sealed, Delivered: One in a Million de Kevin Fair : Ramon Rodriguez
- 2017 : Signed, Sealed, Delivered: Higher Ground de Kevin Fair : Ramon Rodriguez
- 2017 : Signed, Sealed, Delivered: Home Again de Kevin Fair : Ramon Rodriguez
- 2017 : Christmas Princess d'Allan Harmon : Ignacio Marquez

#### Séries télévisée
- 1997 : Poltergeist : Les Aventuriers du surnaturel (Poltergeist: The Legacy) : Pierce (saison 2, épisode 16)
- 1998 : Viper : Jerry Podwil (saison 2, épisode 21)
- 1998 : Sept jours pour agir (Seven Days) : ? (saison 1, épisode 1)
- 1998-1999 : The Crow (The Crow: Stairway to Heaven) : Curtis Bilbao (5 épisodes)
- 1999 : Night Man : le joueur no 2 (saison 2, épisode 15)
- 1999 : Nothing Too Good for a Cowboy : Logger (saison 1, épisode 10)
- 1999 : Cold Squad, brigade spéciale (Cold Squad) : ? (saison 3, épisode 7)
- 2000 : Cœurs rebelles (Higher Ground) : Rocko (saison 1, épisode 7)
- 2000 : Unité 9 (Level 9) : Morph (saison 1, épisode 5)
- 2001 : Big Sound (en) : ? (2 épisode )
- 2001 : Coroner Da Vinci (Da Vinci's Inquest)  : Irish Billy Mulvaney (saison 4, épisode 7)
- 2002 : Dark Angel : Kurt (saison 2, épisode 14)
- 2002 : Jeremiah : Sam (2 épisodes)
- 2002 : La Treizième Dimension (The Twilight Zone) : Cheto (saison 1, épisode 9)
- 2003 : Dead Zone (The Dead Zone) : Raul (saison 2, épisode 9)
- 2003 : Out of Order : le juré en colère (mini-série)
- 2003 : Dead Like Me : Willy (saison 1, épisode 6)
- 2003 : Stargate SG-1 : Rogelio Duran (2 épisodes)
- 2004 : Human Cargo : Ramirez (mini-série)
- 2004 : Traffic : l'agent de Carole (mini-série)
- 2004 : The L Word : Oscar (4 épisodes)
- 2004 : Kingdom Hospital : Dr Sonny Gupta (9 épisodes)
- 2005 : Young Blades : Ramon Montalvo Francisco de la Cruz (13 épisodes)
- 2005-2006 : Intelligence : Harvey Guilford (3 épisodes)
- 2005-2008 : Robson Arms : Hal Garcia (23 épisodes)
- 2006 : The Evidence : Les Preuves du crime (The Evidence) : Nicholas Lopez (saison 1, épisode 4)
- 2006 : Godiva's : Emile (2 épisodes)
- 2006 : Saved : Ignatio (saison 1, épisode 8)
- 2006 : Smallville : le député Morales (saison 6, épisode 9)
- 2007 : Les 4400 (The 4400) : Colin McGrath (saison 4, épisode 4)
- 2007 : Flash Gordon : Zack (saison 1, épisode 6)
- 2008 : The Capture of the Green River Killer  : Seth Imperia (mini-série, 2 épisodes)
- 2008 : Eureka : Dr Sébastien Marx (saison 3, épisode 5)
- 2009 : The Assistants : Zach Del Toro (13 épisodes)
- 2009 : Defying Gravity : Juan (3 épisodes)
- 2009 : Alice au pays des merveilles (Alice) : le 10 de Trèfle (mini-série, 2 épisodes)
- 2009-2010 : Stargate Universe (SGU Stargate Universe) : le caporal Rivers (2 épisodes)
- 2010 : Human Target : La Cible (Human Target) : agent Fouts (saison 1, épisode 6)
- 2010 : Psych : Enquêteur malgré lui (Psych) :  (saison 5, épisode 5)
- 2010 : Caprica : Pann (3 épisodes)
- 2011 : The Troop : Lee Stanley (saison 2, épisode 7)
- 2011 : V : John Fierro (4 épisodes)
- 2011 : Sanctuary : une créature capturée (saison 4, épisode 5)
- 2012 : True Justice : Edi Gogol (11 épisodes)
- 2012 : Facing Kate (Fairly Legal) : Rick Nuñez (saison 2, épisode 11)
- 2012 : Fringe : Cecil (saison 5, épisode 6)
- 2012-2013 : Delete (en) : Captain (mini-série, 2 épisodes)
- 2013 : Health Nutz : la conscience de Dick (saison 2, épisode 6)
- 2013 : Once Upon a Time : le prince Henry (saison 2, épisode 16)
- 2013 : The True Heroines : Hugo Rodriguez (5 épisodes)
- 2013 : King and Maxwell : Gustavo (saison 1, épisode 3)
- 2013 : Cult : inspecteur Mario Zavala (5 épisodes)
- 2014 : Motive : Virgil Maddox (saison 2, épisode 13)
- 2014 : Signed, Sealed, Delivered : Ramon Rodriguez (2 épisodes)
- 2014 : Continuum : agent Miller (9 épisodes)
- 2014 : Hell on Wheels : L'Enfer de l'Ouest (Hell on Wheels) : Marcos Fuentes (saison 4, épisode 5)
- 2014 : Witches of East End : Mathias (3 épisodes)
- 2015 : Ghost Unit : Mateo (saison 1, épisode 1)
- 2016 : Les 100 : Semet (2 épisodes)
- 2016 : iZombie : Pablo Balaban (saison 2, épisode 16)
- 2016 : Shut Eye : White Tony (8 épisodes)
- 2016-2017 : Dirk Gently, détective holistique (Dirk Gently's Holistic Detective Agency) : Cross (9 épisodes)
- 2017 : The Arrangement : Dimitri Fonseca (saison 1, épisode 10)
- 2017 : Ghost Wars : Rodney Doyle (5 épisodes)

## Distinctions

### Récompenses
- Leo Awards 2004 : Meilleure performance d'acteur dans une série dramatique pour Human Cargo[5]

### Nominations
- Leo Awards 2006 : Meilleure performance d'acteur dans une série dramatique pour Young Blades[5]
- Leo Awards 2013 : Meilleur long métrage dramatique pour Random Acts of Romance[5] (nommé avec Katrin Bowen et Darren Reiter (producteur) ; Avi Federgreen et Lindsay MacAdam (producteur exécutif)

## Voix francophones
En France, Fabien Jacquelin est la voix française régulière de Zak Santiago.
En France
| - Fabien Jacquelin dans : - Kingdom Hospital (série télévisée) - The L Word (série télévisée) - Les cinq personnes que j'ai rencontrées là-haut (téléfilm) - A Girl Like Me : L'Histoire vraie de Gwen Araujo (téléfilm) - New York Volcano (téléfilm) - Perdues dans la tourmente (2008) (téléfilm) - Les 4400 (série télévisée) - Flash Gordon (série télévisée) - Stargate Universe (série télévisée) - Alice au pays des merveilles (mini-série) - Caprica (série télévisée) - V (série télévisée) - Psych : Enquêteur malgré lui (série télévisée) - Battlestar Galactica: Blood and Chrome (téléfilm) - L'Ombre du harcèlement (téléfilm) - Once Upon a Time (série télévisée) - King and Maxwell (série télévisée) - Motive (série télévisée) - Witches of East End (série télévisée) - Trafic de bébés (téléfilm) - Les Sœurs Anderson - Le Retour de Chucky - Une princesse pour Noël (téléfilm) - X-Files : Aux frontières du réel (série télévisée) - Débris (série télévisée) | - Olivier Chauvel dans (les téléfilms) : - Patricia Cornwell : Tolérance zéro - Trompe-l'œil Et aussi - Arnaud Arbessier dans Stargate SG-1 (série télévisée) - Patrice Melennec dans Shooter, tireur d'élite - Benjamin Penamaria dans The Eye - Jérémy Prévost dans L'As de cœur - Guillaume Lebon dans Human Target : La Cible (série télévisée) - Sébastien Finck dans Les Voyageurs du temps (série télévisée) - Xavier Béja dans Sous le charme de Noël (téléfilm) - Frédéric Strouck dans Billy the Kid (série télévisée) |

Au Québec